# Geodia exigua
Geodia exigua es una especie de esponja que produce los compuestos exiguamida de sesquiterpeno espiro. La especie fue descrita por primera vez por Johannes Thiele en 1898. Es un organismo marino.